# Scoutnet
Scoutnet is een VZW die op een zo goedkoop mogelijke wijze scoutsgroepen een plek op het internet tracht te bezorgen. Op die manier tracht men na JOTA op een nieuwe manier scouts over de hele wereld met elkaar (en het internet) te verbinden.

## Geschiedenis
Scoutnet ontstond als een beperkt netwerk van Bullet Bord System in Italië, dat was toen een van de weinige technologieën voor communicatie over netwerken. Later ontstonden soortgelijke initiatieven in Zwitserland, Nederland en Oostenrijk. In december 1994 vond een eerste seminarie rond de toekomst van scouting en dit nieuwe medium plaats in Courrière in België. Daarbij werd de beslissing genomen om al de kleine netwerken samen te voegen tot Global Scoutnet.
In 1995 registreerde de eerste Global Coördinator Andrea Baitelli de domeinnaam scoutnet.org. Zijn opvolger Daniel Saxer begon met het ontwerpen van de website www.scout.net (ondertussen alweer offline) en legde zo de link tussen de Bullet Bord Systemen en het internet. Die overstap werd in Italië en Duitsland dan ook geleidelijk doorgevoerd. Andere landen volgden pas in 1997. Daarmee nam Scoutnet definitief afstand van zijn oorsprong en maakte het gebruik van de groeiende vraag naar internetdiensten.
Scoutnet heeft tegenwoordig in een 16-tal landen een groep mensen die met de lokale uitbouw verderwerken: Italië, Duitsland, Zwitserland, Nederland, Oostenrijk, België, Frankrijk, Verenigd Koninkrijk, Finland, Japan, Spanje, Kroatië, Slowakije, Venezuela, Maleisië en Slovenië.
De Belgische afdeling werd in 1999 opgericht, met hulp van de organisatie in Nederland. Tegenwoordig staat de server nog altijd in Nederland.

## Spinternet
In 2006 is Scoutnet gegroeid tot Spinternet. Er wordt niet enkel service geboden aan scoutsgroepen, maar het aanbod is uitgebreid naar alle socio-culturele verenigingen.